# Montcheutin
Montcheutin é uma comuna francesa na região administrativa de Grande Leste, no departamento das Ardenas. Estende-se por uma área de 9,64 km². Em 2010 a comuna tinha 124 habitantes (densidade: 12,9 hab./km²).